# Anna Stewart
Anna Rebecca Watson Stewart (Londres, Reino Unido, 1 de mayo de 1987) es una periodista británica que trabaja en la oficina de Londres de CNN International. Cubre temas relacionados con los negocios internacionales, los viajes y la familia real británica. Es la presentadora actual de Decoded y CNN Marketplace Europe y es colaboradora habitual de los programas de negocios de CNN Quest Means Business, First Move with Julia Chatterley y CNN Business Traveller.

## Biografía
Stewart es la hija de Sir John Simon Watson Stewart de Balgownie, 6th Barón. y la Dra. Catherine Stewart Bond. Pasó sus primeros años de vida en Chiswick, al oeste de Londres, antes de asistir al Wycombe Abbey.
En el 2005, la Universidad de Oxford le otorgó una beca académica, donde estudió literatura inglesa en el colegio St Edmund Hall. En 2007 obtuvo una Licenciatura en Literatura Inglesa. Mientras estuvo en Oxford, recibió el premio Oxford Gibbs por desempeño académico distinguido.

## Carrera
Stewart comenzó a trabajar como asistente de producción en la oficina de CNN International, sede Londres en el 2009. Progresó al rol de productora en 2012 antes de dejar CNN International en 2014 para desempeñar un papel como asistente de producción para la programación de desayuno de CNBC, Squawk Box Europe, Worldwide Exchange y Closing Bell.
A su regreso a CNN International en el 2015, Stewart fue ascendida al puesto de reportera, especializada en noticias de negocios, notas de la realeza y políticas.
En mayo del 2018, Stewart participó en la cobertura de la boda real del príncipe Harry y la ex actriz Meghan Markle, informando principalmente desde el Castillo de Windsor para CNN, CNN International y HLN. En el 2019, Stewart fue ponente en Viva Technology en París.
En el 2019, copresentó las elecciones generales del Reino Unido desde la sede de CNN en Atlanta, analizando los resultados en el muro mágico durante la noche. En respuesta a la Pandemia de COVID-19 del 2020, Stewart lanzó The Good Stuff, una serie de informes de 60 segundos que se centran en noticias positivas.
En el 2021, Stewart lanzó la primera serie de Decoded y un programa producido por CNN sobre tendencias en tecnología. El programa se filma predominantemente desde Dubái y cubre campos que van desde el metaverso, la criptomoneda, los dispositivos portátiles, la Inteligencia artificial  (IA) y los vehículos autónomos.